# Allegra Versace
Allegra Beck Versace (Milán, 30 de junio de 1986), conocida como Allegra Versace, es una empresaria y actriz italiana, hija de la diseñadora italiana Donatella Versace y de su exmarido el modelo estadounidense Paul Beck. Como tal, fue sobrina de Gianni Versace y actualmente es directora y propietaria en un 50% de Versace.

## Primeros años
Allegra Versace es hija de la diseñadora de moda italiana Donatella Versace y del exmodelo estadounidense Paul Beck, y sobrina del fallecido diseñador de moda Gianni Versace. Se crio en las afueras de Milán con su hermano menor Daniel. Elton John le regaló un piano que admite que nunca aprendió a tocar. Cuando era niña, tomó clases de ballet durante nueve años y hasta el día de hoy es una gran admiradora del ballet. Ella le da crédito a su tío Gianni por haberle inculcado esta pasión de por vida por el ballet. Para uno de sus cumpleaños, Gianni le presentó a Maurice Béjart.
Versace asistió a la Escuela Británica de Milán, donde estuvo muy protegida. Después de completar la educación secundaria, se fue al extranjero, primero a la Universidad Brown en Rhode Island; luego, en 2006, se matriculó en UCLA , donde estudió francés, historia del arte y teatro.

## Biografía
No recibió la herencia de su tío, asesinado en 1997, cuando ella tenía 11 años, hasta ser mayor de edad y se convirtió en la propietaria del 50% de la empresa Gianni Versace S.p.A. Su madre buscó inmediatamente asesoramiento para ella. Su fortuna se valoró en 500 millones de euros a los 18 años. Ella lo era todo para su tío y le llamaba «el mago», porque era capaz de convertir unas telas en un precioso vestido. El tío de Allegra, Santo Versace, ya poseía el 30% del imperio de la moda, y su madre ya poseía el 20%, pero debido a un desacuerdo de larga data entre los dos, el 50% restante del imperio Versace fue legado por Gianni a Allegra.
Pero Allegra no quiso dedicarse a la moda en ese momento, sino que quiso ser actriz y estudió entre Milán y Estados Unidos. Es por esto que, con su beneplácito, su madre y Santo gestionaron Versace. A pesar de poder reclamar legalmente el control total de su herencia a la edad de 18 años, optó por concentrarse por completo en sus estudios y no comenzó una participación real en el negocio de Versace hasta los 24 años.
El 29 de marzo de 2007 se dio a conocer que Allegra, a sus 20 años, padecía anorexia: su madre admitió que su hija pesaba tan solo 32 kilos y que no había sido necesario ingresarla en un hospital.
Desde 2011, Allegra es directora de Versace y ha trabajado en la ciudad de Nueva York como modista teatral. 